# Ягстцелль
Ягстцелль (нем. Jagstzell) — община в Германии, в земле Баден-Вюртемберг. 
Подчиняется административному округу Штутгарт. Входит в состав района Восточный Альб. Население составляет 2401 человек (на 31 декабря 2010 года). Занимает площадь 37,97 км².